# Molson Indy Toronto 1999
Molson Indy Toronto 1999 var ett race som var den elfte deltävlingen i CART World Series 1999. Racet kördes den 18 juli på Exhibition Place i Toronto, Kanada. Dario Franchitti kom till tävlingen efter två raka tävlingar utan poäng, men studsade tillbaka genom att vinna på banan han hade haft pole position på både 1997 och 1998. I och med att mästerskapsledaren Juan Pablo Montoya bröt efter en kollision med Michel Jourdain Jr., kunde Franchitti ta in nästan hela försprånget. Christian Fittipaldi tog ännu en pallplats, och var nu den som främst jagade Montoya och Franchitti.

## Slutresultat
| Plats | Förare               | Team                     | Grid | Kvaltid  |
| ----- | -------------------- | ------------------------ | ---- | -------- |
| 1     | Dario Franchitti     | Team KOOL Green          | 2    | 57,383   |
| 2     | Paul Tracy           | Team KOOL Green          | 6    | 57,804   |
| 3     | Christian Fittipaldi | Newman/Haas Racing       | 5    | 57,760   |
| 4     | Roberto Moreno       | PacWest Racing           | 17   | 58,745   |
| 5     | Max Papis            | Team Rahal               | 18   | 58,904   |
| 6     | Adrián Fernández     | Patrick Racing           | 23   | 59,480   |
| 7     | Scott Pruett         | Arciero-Wells Racing     | 11   | 58,451   |
| 8     | Jimmy Vasser         | Chip Ganassi Racing      | 4    | 57,688   |
| 9     | Al Unser Jr.         | Marlboro Team Penske     | 25   | 59,845   |
| 10    | P.J. Jones           | Patrick Racing           | 20   | 59,178   |
| 11    | Patrick Carpentier   | Forsythe Racing          | 12   | 58,480   |
| 12    | Memo Gidley          | Walker Racing            | 15   | 58,662   |
| 13    | Robby Gordon         | Team Gordon              | 22   | 59,277   |
| 14    | Maurício Gugelmin    | PacWest Racing           | 16   | 58,729   |
| 15    | Bryan Herta          | Team Rahal               | 9    | 58,320   |
| 16    | Richie Hearn         | Della Penna Motorsports  | 21   | 59,239   |
| 17    | Tony Kanaan          | Forsythe Racing          | 7    | 57,941   |
| 18    | Dennis Vitolo        | Payton/Coyne Racing      | 27   | 1.01,969 |
| 19    | Gil de Ferran        | Walker Racing            | 1    | 57,143   |
| 20    | Greg Moore           | Forsythe Racing          | 10   | 58,404   |
| 21    | Michel Jourdain Jr.  | Payton/Coyne Racing      | 19   | 59,003   |
| 22    | Juan Pablo Montoya   | Chip Ganassi Racing      | 8    | 58,157   |
| 23    | Shigeaki Hattori     | Bettenhausen Motorsports | 26   | 1.01,310 |
| 24    | Cristiano da Matta   | Arciero-Wells Racing     | 13   | 58,496   |
| 25    | Gualter Salles       | All American Racing      | 24   | 59,751   |
| 26    | Michael Andretti     | Newman/Haas Racing       | 3    | 57,649   |
| 27    | Hélio Castroneves    | Hogan Racing             | 14   | 58,534   |